# Friedrich Kiefer (Politiker)

Friedrich Kiefer

Friedrich Karl Christian Kiefer (* 14. Januar 1830 in Mappach (Efringen-Kirchen); † 2. September 1895 in Freiburg im Breisgau) war ein deutscher Jurist und Reichstagsabgeordneter.

## Leben
Kiefer studierte von 1850 bis 1854 Rechtswissenschaften in Heidelberg und war seit 1850 Mitglied (sp. Ehrenmitglied) des Corps Suevia.

### Staats- und Justizdienst
Nach dem Studium und der Referendarausbildung trat er in den Staatsdienst und wurde Staatsanwalt in Offenburg. 1866 in das Badische Justizministerium berufen (1867 Ministerialrat), wurde er aus politischen  Gründen als Geh. Regierungsrat zur Generaldirektion der Verkehrsanstalten versetzt. 1868 schied er aus dem Staatsdienst aus und ließ sich in Offenburg als Rechtsanwalt nieder.
1870 wurde er Oberstaatsanwalt in Mannheim, 1879 Landgerichtsdirektor in Freiburg im Breisgau und 1884 Landgerichtspräsident in Konstanz.

### Parlamentarier
Kiefer war von 1865 bis 1894 Mitglied des Badischen Landtags und von 1871 bis 1884 Mitglied des Reichstags. Im Landtag vertrat er die Wahlkreise Oberamt Lahr (1865–1870), Landbezirk Lahr (1871–1872), Landbezirk Lahr und Altenheim (1873–1879) und Stadt Karlsruhe (1879–1894). Im Reichstag vertrat er von 1871 bis 1874 den Wahlkreis Großherzogtum Baden 6 (Ettenheim - Lahr - Wolfach) und von 1877 bis 1884 den Wahlkreis Großherzogtum Baden 13 (Sinsheim - Bretten - Eppingen - Wiesloch) im Reichstag. Er gehörte zur Fraktion der Nationalliberalen Partei. Er galt als hervorragender Volksredner.